# Chiesa reale di Santa Maria

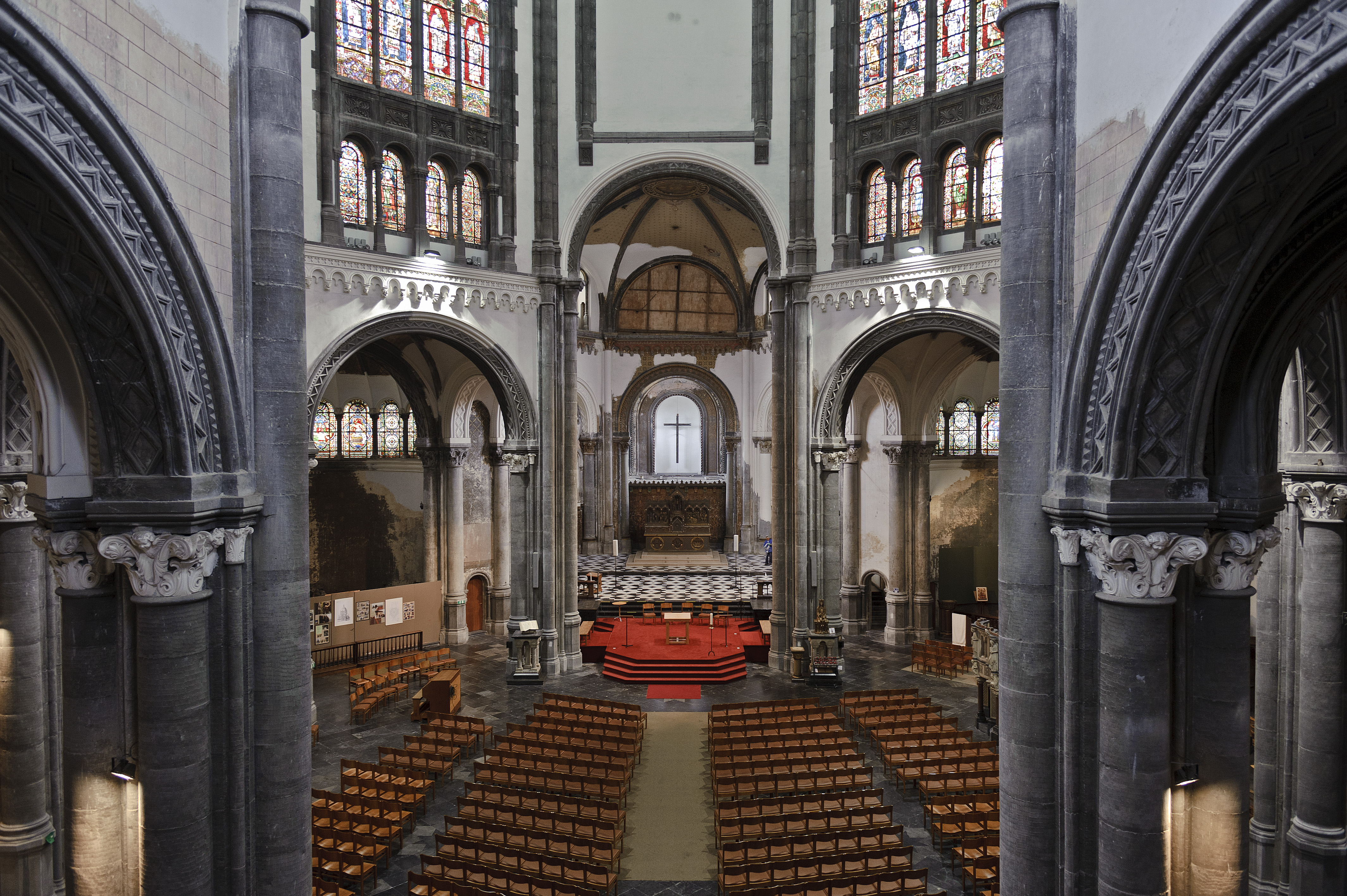
Interno

La Chiesa reale di Santa Maria (in francese Église Royale Sainte-Marie; in olandese Koninklijke Sint-Mariakerk) è una chiesa parrocchiale cattolica che si trova a Schaerbeek, uno dei comuni della Regione di Bruxelles-Capitale, in Belgio.
Ufficialmente dedicata a Nostra Signora dell'Assunzione, è popolarmente associata alla regina Luisa Maria, prima regina dei Belgi, cosa che le è valsa il titolo di "Reale".
La chiesa è servita dalla stazione Botanique delle linee 2 e 6 della metropolitana di Bruxelles.

## Storia

### Costruzione
L'edificio fu progettato dall'architetto Henri Désiré Louis Van Overstraeten e costruito tra il 1845 e il 1888 in uno stile eclettico che combina elementi neoromanici e neogotici con influenze dell'architettura bizantina e romana.
Nel 1849, dopo la morte di Van Overstraeten, la direzione dei lavori passò al suocero Louis Roelandt e, alla morte di questi nel 1864, all'architetto Gustave Hansotte. Infine, dopo la morte di Hansotte nel 1866, gli architetti François Thomisse e Alexandre Struyven subentrarono nella direzione del cantiere e l'11 gennaio 1888 vennero chiusi i lavori di completamento e iniziò un lungo periodo di allestimento interno, che proseguì ben oltre la solenne consacrazione della chiesa avvenuta il 14 ottobre 1902, il giorno della festa della Madonna del Rosario, da parte dell'arcivescovo di Malines-Bruxelles Pierre-Lambert Goossens. 

### Restauri
Sebbene incompiuta, la chiesa fu aperta al culto il 15 agosto 1853 ma già nel 1870 l'edificio necessitò di costose riparazioni per rimediare alle infiltrazioni di acqua piovana causate dalle ripetute interruzioni dei lavori. Nonostante i puntuali lavori di restauro svoltisi nei successivi settant'anni, però il degrado continuò anche nel secondo dopoguerra e nel 1963, in seguito alla caduta di alcune pietre sulla strada sottostante, il coronamento della torre attaccata al lato della chiesa venne demolito e nel 1965 la chiesa venne chiusa perché le sue condizioni erano ritenute troppo pericolose.
Nel 1982 iniziò una campagna di restauro, che però venne interrotta per diversi anni a causa di un incendio accaduto l'8 settembre 1985 che distrusse la cupola e le coperture già restaurate. Il restauro riprese nel 1992 e terminò nel 1994, e la chiesa riaprì definitivamente il 17 aprile 1996.

## Descrizione
Strutturalmente, il corpo della chiesa è un ottagono con 8 pilastri collegati tra loro da archi a ferro di cavallo e disposti attorno ad un cerchio che ha un diametro di 25 metri. Il lato meridionale si apre sul portico mentre quello settentrionale su un rettangolo che accoglie, in forma rialzata, il presbiterio e, nel seminterrato, è presente un'ampia cripta in stile romanico. Gli altri lati dell'ottagono sono occupati da 6 cappelle.
Le vetrate sono state progettate e realizzate dall'artista Jean-Baptiste Capronnier.